# Predlagano območje prepovedi letenja med rusko invazijo v Ukrajino (2022)
Med rusko invazijo v Ukrajino leta 2022 so bili podani številni predlogi za uvedbo območja prepovedi letenja nad Ukrajino. Od 30 članic NATO so ga podprle baltske države.

## Ozadje
Območje prepovedi letenja je oblika demilitariziranega območja, v katerem vojaška sila vzpostavi območje, nad katerim določenim letalom ni dovoljeno leteti. Območja prepovedi letenja lahko vključujejo preventivne napade za preprečevanje morebitnih kršitev, reaktivno silo, usmerjeno na kršitelje, ali nadzor zračnega prostora brez uporabe sile.

## Zgodovina
Ukrajinski predsednik Volodimir Zelenski je 28. februarja pozval NATO, naj vzpostavi območje prepovedi letenja nad Ukrajino, in dejal, da »če bo Zahod to storil, bo Ukrajina premagala agresorja z veliko manj krvi«. Kasneje istega dne je ameriška tiskovna sekretarka Bele hiše Jen Psaki izjavila, da ameriške enote ne bodo vzpostavile območja prepovedi letenja nad Ukrajino, in navedla, da bi »to bi v bistvu pomenilo, da bo ameriška vojska sestrelila letala, ruska letala«, kar je opisala kot »vsekakor eskalacijsko, kar bi nas lahko postavilo v vojaški spor z Rusijo«.
Zelenski je 3. marca obnovil svoje pozive k območju prepovedi letenja in izjavil, da »če ne morete zdaj zapreti neba, nam povejte časovni načrt, kdaj boste to storili? Če zdaj ne morete navesti časovnice, nam povejte, koliko ljudi mora umreti? Povejte mi, koliko. Grem štet in počakat na ta trenutek. Upam, da se bo nebo zaprlo. Če za to nimate moči in poguma, mi dajte letala. Ali ne bi bilo pošteno?«.
NATO je 4. marca napovedal, da ne bo uvedel območja prepovedi letenja, pri čemer je generalni sekretar Jens Stoltenberg izjavil, da je Nato odgovoren »preprečiti eskalacije izven Ukrajine«. V odgovoru je Zelenski izjavil, da se vrednote »varnostnih jamstev in obljub, odločenosti zavezništva« NATO zdijo mrtve.
Ruski predsednik Vladimir Putin je 5. marca izjavil, da bo vsak premik proti uvedbi območja prepovedi letenja »za nas šteli za sodelovanje države v oboroženem spopadu«.
Estonski parlament je 14. marca podprl resolucijo, da NATO in ZN sprejmeta takojšnje ukrepe za vzpostavitev območja prepovedi letenja v Ukrajini, in tako postal prvi parlament članice NATO, ki je to storil. Tri dni pozneje sta temu sledila še latvijski in litovski parlament.
18. marca je proruska separatistična vlada Ljudske republike Doneck zatrdila, da bo Rusija nad območjem Donbasa v Ukrajini vzpostavila območje prepovedi letenja.

## Razprave

### Podpora
Darija Kalenijuk, ustanoviteljica ukrajinskega protikorupcijskega centra, se je na tiskovni konferenci v Varšavi soočila z britanskim premierjem Borisom Johnsonom in dejala, da »Ukrajinci obupno prosijo Zahod, da zaščiti naše nebo ... Kot odgovor pravite, da bo to sprožilo tretjo svetovno vojno, a kakšna je alternativa? Opazovati, kako naši otroci – namesto letal – ščitijo NATO pred raketami in bombami?«. Nekdanji ukrajinski minister za obrambo Anatolij Hricenko je izjavil, da je območje prepovedi letenja potrebno, da bi »ustavili Rusijo pri izvajanju uničujočih raketnih napadov, odmetavanju bomb ali izvajanju obsežnih zračnih napadov s pomočjo helikopterjev in letal«.
Kolumnist Guardiana Simon Tisdall je izjavil, da bi morale sile NATO »izdati svojo namero, da uvedejo območje prepovedi letenja«, in navedel, da obstaja »paradoks, da uspešnejši in dolgotrajnejši kot je ukrajinski odpor, večja je nevarnost za NATO. Če pa se zavezniki s podporo na koncu ne morejo izogniti vpletenosti v konflikt z Rusijo, zakaj bi odlašali z neizogibnim?«. Sophy Antrobus s King's College London je izjavila, da območje prepovedi letenja »verjetno ne bi imelo načrtovanih učinkov«, vendar je nasprotovala enostranski izključitvi in navedla, da bi to tvegalo ustvaritev »paradoksa stopnjevanja«, kjer je »kakršna koli izključitev ukrepov Zahoda, ki niso samo reaktivni na ruske dejavnosti, obsojena na večno odzivnost.«
Tobias Ellwood, predsednik izbirnega odbora za obrambo Velike Britanije, je rekel, da bi moral NATO imeti »več zaupanja v obvladovanje tovrstnih scenarijev iz obdobja hladne vojne« in izjavil, da bi bilo »zavajajoče, poenostavljeno in dejansko porazno predlagati, da se vključijo v prepoved letenja nad Ukrajino, saj bi nas to samodejno vodilo v vojno«. Ameriški politik Adam Kinzinger je izjavil, da se boji, »da bomo morali v primeru nadaljevanja posredovati na večji način«, medtem ko je Joe Manchin rekel, da je narobe, če bi kateri koli predlog umaknili z mislijo, »da ga morda ne bomo mogli uporabljati, ker smo ga že umaknili«. Floridska kongresnica María Elvira Salazar je za The Grayzone povedala, da podpira območje prepovedi letenja, čeprav je priznala, da ne ve, kaj to pomeni.
Rick Hillier, nekdanji kanadski načelnik obrambnega štaba, je zatrdil, da ve, »da je NATO defenzivna organizacija, vendar obrambe ne začnete pred svojimi vrati«, in rekel, da če bi bilo območje prepovedi letenja uvedeno pred invazijo, »bi se Putin morda premislil, preden je začel«. Nekdanji ameriški veleposlanik pri NATO Kurt Volker je pozval k vzpostavitvi omejenega območja prepovedi letenja nad določenimi območji Ukrajine, »da bi ustvarili jasen prostor, kjer ni napadov na civiliste, da bi omogočili pretok humanitarne pomoči in varen odhod civilistov«. Joshua D. Zimmerman, profesor zgodovine na univerzi Yeshiva v New Yorku, je objavil dva članka v podporo območju prepovedi letenja nad Ukrajino z uporabo zgodovinskih primerov v Politicu in The Daily Beast.

### Opozicija
Veliko komentatorjev, tako desno kot levo usmerjenih, je nasprotovalo ideji o vzpostavitvi območja prepovedi letenja. Anketa College of William &amp; Mary Global Research Institute, izvedena med 10. in 14. marcem, je pokazala, da le 7 % ameriških raziskovalcev mednarodnih odnosov podpira vzpostavitev območja prepovedi letenja.
Jane Boulden s Kraljevega vojaškega kolidža Kanade je izjavila, da »ni dvoma, da je sodelovanje v nekakšnem območju prepovedi letenja nad Ukrajino dejansko vstop v vojno z Rusijo«. Howard Stoffer z Univerze v New Havenu je zatrdil, da »če je nekdo v območju prepovedi letenja, ga ne moreš kar pregnati, moraš ga sestreliti«, poleg tega pa se je spraševal, ali »imamo res nacionalno zavezo, da gremo v vojno z Rusijo, in mislim, da tega nimamo«.
Ameriški družbeni kritik Noam Chomsky je pozive k območju prepovedi letenja označil za »razumljive«, vendar je rekel, da bi bila uvedba »norost. Območje prepovedi letenja pomeni, da ameriške letalske sile ne bi napadale le ruskih letal, ampak bi bombardirale tudi ruske kopenske naprave, ki ruskim silam zagotavljajo protiletalsko podporo, s kakršno koli "kolateralno škodo". Je res težko razumeti, kaj sledi?«. Joshua Pollack z Inštituta za mednarodne študije Middlebury je rekel, da bi »po vsej verjetnosti konvencionalna premoč zveze NATO Putina kmalu postavila pred ostro izbiro: ali sprejme ponižujoč poraz ali sprosti neko različico jedrske možnosti, ki jo že razkazuje« in da »če želimo zaščititi vrednote svobodnih družb, morajo te družbe še naprej obstajati«.
Kanadski veleposlanik pri ZN Bob Rae je izrekel, da bi bilo območje prepovedi letenja »čudovita stvar, če se zgodi, vendar zahteva stopnjo soglasja, ki v tej situaciji preprosto ne obstaja«, in dodal, da si je »pomembno zapomniti, da so bila uspešna območja prepovedi letenja uspešno izvedena, ker nihče ni izpodbijal moči države, ki je zagotavljala zračno kritje«. Christopher Michael Faulkner in Andrew Stigler z Naval War College sta izjavila, da je Rusija »zelo drugačna tarča od katere koli predhodne prepovedi zračnega prostora v zadnjih 30 letih«, in pravita, da bi bila to prva jedrska sila, ki bi bila podvržena prepovedi območja letenja ter da bi to predstavljalo »resno tveganje za stopnjevanje vojne«. Izpostavila pa sta tudi, da obstaja tveganje taktičnih napak med uveljavitvijo območja prepovedi letenja, kot je ponovitev sestrelitve Black Hawka iz leta 1994.

### Druge analize
Christoph Bluth z Univerze v Bradfordu je izjavil, da »območje prepovedi letenja ne pomeni, da nobenemu letalu ni dovoljeno leteti, ker ga uveljavljajo letala, ki nenehno patruljirajo po nebu«, saj bi lahko letala, ki so označena kot prijazna pod identifikacijskimi sistemi prijatelja ali sovražnika bila prihranjena, a da »jedrsko odvračanje deluje – odvrača NATO, saj zahodni voditelji niso prepričani o racionalnosti ruskega vodstva», in dodal, da »je pomembna jasnost, da je območje prepovedi letenja nad Ukrajino drugačen predlog v primerjavi z drugimi konflikti, kot sta tisti v Iraku in Siriji«.

## Izjave vladnih predstavnikov
- Kanada – Predsednik vlade Justin Trudeau je med telefonskim pogovorom 10. marca Zelenskemu izrazil kanadsko nasprotovanje območju prepovedi letenja ter to podprl s tveganjem eskalacije, a hkrati situacijo označil za »srce parajočo«.[42]
- Estonija – Obrambni minister Kalle Laanet je izrazil osebno podporo uvedbi območja, čeprav bo končno estonsko mnenje ustrezalo skupnemu mnenju članic NATO.[43]
- Latvija – Predsednik Gitanas Nausėda je izpostavil, da je območje sicer »dobra zamisel, vendar kako jo praktično implementirati? Če jo kršijo ruska letala, kakšna bi bila navodila na tleh?«[44]
- Slovenija – Predsednik vlade Janez Janša je napisal na Twitter: »Uvedite območje prepovedanega letenja nad Ukrajino. Spoštujte dogovore budimpeštanskega memoranduma iz leta 1994.«[45]
- Združene države Amerike – Državni sekretar Antony Blinken je dejal, da »ne bodo spustili Združenih držav v neposreden konflikt z Rusijo» in da je ameriška vlada poskušala »ustaviti to vojno v Ukrajini in ne pričeti še večje«.[46]

## Javnomnenjske raziskave
- Anketa Reutersa in Ipsosa, opravljena 4. marca, je pokazala, da bi se 74 % Američanov zavzelo za vzpostavitev območja prepovedi letenja nad Ukrajino.[47]
- Anketa YouGov s 4. marca je pokazala, da 28 % Britancev podpira vzpostavitev območja prepovedi letenja, 39 % jih je nasprotovalo in 33 % je bilo negotovih.[48]
- Anketa YouGov America iz 9. marca je pokazala, da 40 % Američanov podpira uveljavitev območja prepovedi letenja, 30 % jih je proti in 30 % je neodločenih. Ista anketa pa je pokazala, da bi le 30 % Američanov podprlo sestreljevanje ruskih letal nad Ukrajino, 46 % jih je nasprotovalo in 24 % je bilo negotovih.[49]
- Anketa univerze Quinnipiac s 16. marca je pokazala, da se le 32 % Američanov ne strinja z odločitvijo NATO, medtem ko se 54 % strinja z odločitvijo.[50]